# Tanimbar-piton
A Tanimbar-piton (Morelia nauta) a hüllők (Reptilia) osztályának pikkelyes hüllők (Squamata) rendjébe, ezen belül a pitonfélék (Pythonidae) családjába tartozó faj.

## Előfordulása
Az Indonéziához tartozó Tanimbar-szigeteken honos.

## Megjelenése
A nemrég leírt faj lényegesen kisebb, mint családjának többi képviselője. Kb. 1,5-2 méter hosszúra nő.
Karcsú testű, hosszúkás nyakú, fogai hasonló méretűek mint a smaragdzöld piton (Morelia viridis) fogai. A feje nagy, és határozottan elválik a nyaktól. Fizikuma arról árulkodik, hogy alkalmazkodott a fán élő életmódhoz. Az erőteljes kapaszkodó farok minden piton fajra jellemző, így a magas fán lakó fajokra is. Támadáskor, hihetetlen sebességgel, szinte a teljes testét előre löki a levegőben, és csak a farka végével (néhány centivel) kapaszkodik közben.
Ezek a tulajdonságok biztosítják a ragadozónak, a lombozatban való vadászat sikerességét.
A nagy szemek és a hőérzékelő száj szerv éjszakai életvitelre is utal. Látása úgy tűnik sokkal jobb, mint a többi boidae-rokonának.
Fizikai megjelenése szerint jelenleg 4 fenotípusát különböztetik meg:
patterned-axanthics, patterned-xanthics, patternless-axanthics, patternless-xanthics.
Messze a leggyakoribb formája a patternless-axanthic (világos ezüst, és a grafit feketébe hajló árnyalata) típusú.
A legritkább formája a patterned-xanthic: csak egy maréknyi fogságban tartott példány ismert.
Hasuk egységesen fehér.

## Életmódja
Kiváló mászó, a kifejlett példányok idejük nagy részét a fa tetején összetekeredve tölti.
Ugyanakkor remek úszók is. Fogai egyértelműen mutatják, hogy madarakat és emlősöket egyaránt fogyasztanak.
Hőérzékelő szájszervük lehetővé teszi számukra a környezetüknél forróbb objektumok észlelését. Miután megragadták, fogaikkal tartják; majd testükkel az áldozat köré tekeredve, szorításukkal megfojtják azokat; végül egészben lenyelik. Napok, hetek telhetnek el, mire teljesen megemésztik.
Annak ellenére, hogy félelmetes kinézetű, izmos állat, általában nem veszélyes az emberre.
Ritkán jelentenek pitontámadást, melynek ember volt a célpontja; mivel nem tekinti zsákmánynak a fajtánkat.
Szívós fajta, fogságban tartása viszonylag egyszerű; hasonló a Morelia viridis terráriumi körülményeihez.

## Viselkedése
A többi heves Morelia fajtól eltérően a Nauta-k szelíd, néha félénk természetűek.
Bármennyire fél is, inkább elmenekül, hogy mihamarabb elrejtőzhessen egyedül, mint hogy megtámadjon; és szinte soha sem harap.
Nem él szigorúan éjszakai életet, mint a többi piton-féle; gyakran mozog nap közben is.

## Szaporodása
A nőstény tojásai védelmében agresszívvá válhat.